# Lori Forsythe
Lori Forsythe (* 5. Juni 1959 als Lori Kotas) ist eine ehemalige US-amerikanische Beachvolleyballspielerin.

## Karriere
Forsythe startete 1984 mit verschiedenen Partnerinnen auf nationalen Beachvolleyballturnieren. Seit 1987 war sie an der Seite von Jeanne Goldsmith auf den neugeschaffenen Turnieren der „Women's Professional Volleyball Association“ (WPVA) aktiv. Seit 1988 war hier Gail Castro ihre Partnerin. Nach einigen zweiten Plätzen auf Turnieren seit 1990 siegten Castro/Forsythe 1991 bei den WPVA Open-Turnieren in Fresno, in Reno und in Venice Beach.
1993 bildete Forsythe ein Duo mit Barbra Fontana, mit der sie ihre ersten Auftritte bei FIVB-Turnieren hatte, wobei sie Dritte der Goodwill Games in Sankt Petersburg wurde und das Open-Turnier in Osaka gewann.